# سفارة الولايات المتحدة في بلجيكا
سفارة الولايات المتحدة في بلجيكا هي أرفع تمثيل دبلوماسي لدولة الولايات المتحدة لدى بلجيكا. تقع السفارة في بروكسل وهي تهدف لتعزيز المصالح الأمريكية في بلجيكا.

## وصلات خارجية
- الموقع الرسمي
- قائمة سفارات الولايات المتحدة
- قائمة السفارات في بلجيكا